# GP de Plouay 2020
De 22e editie van de GP de Plouay werd verreden op dinsdag 25 augustus 2020. De start- en aankomstplaats was Plouay. De vorige editie werd gewonnen door wereldkampioene Anna van der Breggen. Zij werd opgevolgd door de Britse Lizzie Deignan, die haar medevluchtster Lizzy Banks versloeg in de sprint.
Vanwege de uitbraak van de Coronapandemie kregen veel wedstrijden een andere datum op de herziene kalender die halverwege het seizoen werd gepresenteerd. Zo werd de Ronde van Frankrijk 2020 verplaatst naar eind augustus en september. De Europese kampioenschappen wielrennen 2020 werden verplaatst van het Noord-Italiaanse Trento naar Plouay, in de week voor de Tour. De World-Tourwedstrijden Bretagne Classic (mannen) en GP de Plouay (vrouwen) werden geplaatst tussen de EK-tijdritten op maandag en de wegwedstrijden die van woensdag tot en met vrijdag plaatsvinden.

## Uitslag
| Plouay – Plouay (101,1 km) |                           |                                    |          |
| Plaats                     | Naam                      | Ploeg                              | Tijd     |
| Winnaar                    | Lizzie Deignan            | Trek-Segafredo                     | 2u43'38" |
| 2                          | Lizzy Banks               | Paule Ka                           | z.t.     |
| 3                          | Chiara Consonni           | Valcar-Cylance                     | + 1'13"  |
| 4                          | Marta Bastianelli         | Alé BTC Ljubljana                  | z.t.     |
| 5                          | Elena Cecchini            | Canyon-SRAM                        | z.t.     |
| 6                          | Arianna Fidanza           | Lotto Soudal Ladies                | z.t.     |
| 7                          | Marta Lach                | CCC-Liv                            | z.t.     |
| 8                          | Maria Giulia Confalonieri | Ceratizit-WNT                      | z.t.     |
| 9                          | Alicia González           | Movistar Team                      | z.t.     |
| 10                         | Stine Borgli              | FDJ Nouvelle-Aquitaine Futuroscope | z.t.     |

Bretagne Classic: 1931 · 1932 · 1933 · 1934 · 1935 · 1936 · 1937 · 1938 · 1939 - 1944 · 1945 · 1946 · 1947 · 1948 · 1949 · 1950 · 1951 · 1952 · 1953 · 1954 · 1955 · 1956 · 1957 · 1958 · 1959 · 1960 · 1961 · 1962 · 1963 · 1964 · 1965 · 1966 · 1967 · 1968 · 1969 · 1970 · 1971 · 1972 · 1973 · 1974 · 1975 · 1976 · 1977 · 1978 · 1979 · 1980 · 1981 · 1982 · 1983 · 1984 · 1985 · 1986 · 1987 · 1988 · 1989 · 1990 · 1991 · 1992 · 1993 · 1994 · 1995 · 1996 · 1997 · 1998 · 1999 · 2000 · 2001 · 2002 · 2003 · 2004 · 2005 · 2006 · 2007 · 2008 · 2009 · 2010 · 2011 · 2012 · 2013 · 2014 · 2015 · 2016 · 2017 · 2018 · 2019 · 2020 · 2021 · 2022 · 2023 · 2024
Classic Lorient Agglomération: 1999 · 2000 · 2001 · 2002 · 2003 · 2004 · 2005 · 2006 · 2007 · 2008 · 2009 · 2010 · 2011 · 2012 · 2013 · 2014 · 2015 · 2016 · 2017 · 2018 · 2019 · 2020 · 2021 · 2022 · 2023 · 2024
 Cadel Evans Great Ocean Road Race ·
 Strade Bianche ·
 GP de Plouay ·
 La Course by Le Tour de France ·
 Ronde van Italië voor vrouwen ·
 Waalse Pijl ·
 Luik-Bastenaken-Luik ·
 Gent-Wevelgem ·
 Ronde van Vlaanderen ·
 Driedaagse Brugge-De Panne ·
 La Madrid Challenge by La Vuelta ·
 Bevrijdingsronde van Drenthe ·
 Trofeo Alfredo Binda-Comune di Cittiglio ·
 Ronde van Californië ·
 OVO Energy Women's Tour ·
 Ronde van Noorwegen ·
 PostNord Vårgårda WestSweden ·
 Boels Ladies Tour ·
 Amstel Gold Race
 Parijs-Roubaix ·
 Ronde van Guangxi ·
 Ronde van Chongming ·